# Федеральный исследовательский центр угля и углехимии СО РАН
Федеральный исследовательский центр угля и углехимии СО РАН (ФИЦ УУХ СО РАН) — научная организация в городе Кемерово. Основана в 2015 году.

## История
С началом Великой Отечественной войны восточные регионы СССР объективно превратились в главную экономическую зону страны.
Из прифронтовых районов были эвакуированы промышленные предприятия, учреждения образования и науки, культуры и искусства, которые в целом оказали значительное влияние на развитие восточных регионов страны. Эвакуированные учреждения разместились в основном в Западной Сибири.
В сентябре—октябре 1941 года по инициативе (и далее под председательством) академика В. Л. Комарова была сформирована Комиссия АН СССР по мобилизации ресурсов Урала на нужды обороны страны. С апреля 1942 года деятельность комиссии распространилась на Западную Сибирь и Казахстан. Кроме академических институтов к работе комиссии были привлечены местные и эвакуированные научные и образовательные учреждения, промышленные предприятия. Проводником решений комиссии на местах выступали комитеты учёных Томска, Новосибирска, Омска, Кемерово, Прокопьевска, Сталинска.
Основным объектом внимания работы комиссии в Сибири стал Кузбасс — основная угледобывающая база страны. В августе 1942 года в условиях кризиса угледобычи Кузбасса в регионе работала большая комплексная группа комиссии во главе с академиком А. А. Скочинским. Совместно с производственниками ученые создали для конкретных шахт эффективные методы и системы горных разработок. С целью повышения угледобычи широко использовалась созданная Н. А. Чинакалом щитовая система разработки крутопадающих пластов, которая давала возможность без закладки новых шахт повысить добычу угля в 4-5 раз.
Тесное взаимодействие учреждений АН СССР с работниками отраслевых научных учреждений и вузов, нацеленное на комплексное изучение природных богатств региона, ускорило решение объективно назревшего вопроса о создании в Западной Сибири стационарного академического центра. 21 октября 1943 года СНК СССР постановил организовать в Новосибирске Западно-Сибирский филиал Академии наук СССР (ЗСФ), с организацией академических институтов: Горно-геологического, Химико-металлургического (по проекту томских учёных предполагалось создание института в Кемерово), Транспортно-энергетического, Медико-биологического.
В 1957 году ЗСФ АН СССР вошёл в структуру организованного Сибирского отделения АН СССР.
В 1968 году первый секретарь Кемеровского обкома КПСС А. Ф. Ештокин ходатайствует перед ЦК КПСС об организации в Кузбассе подразделений академических институтов СО АН СССР. В этом же году в Кемерово создаётся региональное подразделение Института экономики и организации промышленного производства СО АН СССР.
В 1974 году в Кемерово создается Кузбасский комплексный отдел физико-химических и экологических проблем Института неорганической химии СО АН СССР.
В 1977 году создается ещё один комплексный отдел — Института горного дела СО АН СССР (ИГД СО АН СССР). Руководителем становится профессор В. Ф. Горбунов.
В 1983 году создается Институт угля СО АН СССР — первое самостоятельное учреждение Академии наук СССР в Кузбассе. Институт организован на базе Кузбасского комплексного отдела физико-химических и экологических проблем Института неорганической химии СО АН СССР и Кузбасского комплексного отдела Института горного дела СО АН СССР. Организатором института и его первым директором с 1983 по 2002 год был член-корреспондент АН СССР (РАН) Г. И. Грицко. Исследования института по широкому кругу проблем выполняются в тесном взаимодействии с ИГД, ИВТ и другими институтами СО АН СССР.
В 1984 году тематика института была сформирована по трем научным направлениям:
- угольное направление: горное давление и геомеханическое приборостроение, сокращение потерь угля в недрах, инженерно-технологическое использование ЭВМ в системах технологической подготовки, проектирование планирования и управления горно-технологическим комплексом шахт, создание проходческой техники, повышение надежности угледобывающей техники, шахтная робототехника
- химическое направление: углехимия и химия сапропелитовых углей, получение битума и синтетического жидкого топлива, переработка продуктов подземной газификации угля, утилизация метана вентиляционной струи шахт, исследование цеолитов
- экологическое направление: разработка банка аэрометрических данных и методов контроля загрязнения атмосферы, физико-химия образования смога, борьба с вредными выбросами химических предприятий

В 1984 году в институте была открыта аспирантура по двум специальностям: подземная разработка месторождений полезных ископаемых и горные машины.
В 1986 году в институте был организован диссертационный совет по защите докторских и кандидатских диссертаций. За годы работы совета были защищены 110 кандидатских и около 60 докторских диссертаций.
Развитие Института угля позволило выделить из его состава в 1990 году Институт химии углеродных материалов. В этом же году на базе двух институтов, а также отделов и лабораторий других институтов СО АН СССР был организован Кемеровский научный центр Сибирского отделения АН СССР (КемНЦ СО АН СССР), председателем Президиума которого стал Г. И. Грицко, в мае 1990 года избранный членом-корреспондентом АН СССР.
В 1991 году Лаборатория экологии растений ИУ СО РАН была преобразована в отдел «Кузбасский ботанический сад» в структуре КемНЦ СО РАН. В 2004 году учреждение стало основой для создания Института экологии человека СО РАН.
8 сентября 1997 года вышло постановление Президиума СО РАН № 319 о присоединении к Институту угля СО РАН Института химии углеродных материалов СО РАН и переименовании его в Институт угля и углехимии СО РАН.
23 марта 1999 года в связи с 275 летним юбилеем Российской академии наук в Институте угля был торжественно открыт первый в России Музей угля, организованный по инициативе члена-корреспондента РАН Г. И. Грицко.
В 2004 на основе Отдела иммунологии и ещё нескольких научных подразделений КемНЦ организован Институт экологии человека СО РАН.
В 2005 году на базе структурных подразделений КемНЦ совместно с вузами при активном содействии академиков Р. З. Сагдеева и В. Ф. Шабанова был создан Кемеровский региональный центр коллективного пользования дорогостоящими приборами и оборудованием.
9 марта 2010 года Институт угля и углехимии СО РАН был реорганизован путем его разделения на научные организации — Институт углехимии и химического материаловедения СО РАН (ИУХМ СО РАН) и Институт угля СО РАН (ИУ СО РАН).
В ноябре 2015 года в соответствии с приказом ФАНО России № 333 30 июня 2015 года о реорганизации Кемеровского научного центра СО РАН был образован Федеральный исследовательский центр угля и углехимии СО РАН, в состав которого вошел Институт угля СО РАН, Институт углехимии и химического материаловедения СО РАН и Институт экологии человека СО РАН.

## Предмет деятельности центра
- геотехнологии (подземной, открытой и строительной) разработки угольных месторождений
- геомеханики, разрушения горных пород, шахтной и рудничной аэрогазодинамики
- обеспечения безопасности при разработке угольных месторождений
- угольного машиноведения, механизации и автоматизации горных работ
- обогащения угля
- глубокой переработки угля, углехимии
- химии углеродных материалов, композитов и наноструктур
- биологических наук по проблемам экологии, иммунологии, молекулярной биологии, генетики, биотехнологии, фундаментальной медицины, ботаники, интродукции растений, рекультивации нарушенных земель с учётом особенностей регионов с развитой угледобывающей, углеперерабатывающей, химической и металлургической отраслями промышленности
- гуманитарных наук по проблемам археологии, истории, этнографии в угольных регионах Российской Федерации
- анализа глобальных тенденций и научно-технологического прогнозирования инновационного развития угольной отрасли Российской Федерации в области добычи, обогащения, глубокой химической переработки угля, экологической безопасности угледобывающих регионов

## Структура
- Институт угля ФИЦ УУХ СО РАН
- Институт углехимии и химического материаловедения ФИЦ УУХ СО РАН
- Институт экологии человека ФИЦ УУХ СО РАН
  - Кузбасский ботанический сад
- Кемеровский центр коллективного пользования ФИЦ УУХ СО РАН

## Известные сотрудники
- Конторович, Алексей Эмильевич — академик РАН, научный руководитель ФИЦ УУХ СО РАН до 24 декабря 2019 года. Председатель Президиума КемНЦ с 2009 года[7]
- Исмагилов, Зинфер Ришатович — академик РАН, директор Института углехимии и химического материаловедения, научный руководитель ФИЦ УУХ СО РАН с 24 декабря 2019 года
- Глушков, Андрей Николаевич — директор Института экологии человека, председатель Президиума КемНЦ (2003—2009)[7]
- Грицко, Геннадий Игнатьевич — член-корреспондент РАН, директор Института угля и углехимии (1983—2002), председатель Президиума КемНЦ (1990—2003)[7]
- Захаров, Юрий Александрович — член-корреспондент РАН
- Клишин, Владимир Иванович — член-корреспондент РАН, директор Института угля с 2010 года[8]
- Бобров, Владимир Васильевич — д-р ист. наук, профессор
- Потапов, Вадим Петрович — д-р техн. наук, профессор, директор Института угля (2002—2010)[8][14]
- Куприянов, Андрей Николаевич — д-р биол. наук, профессор, директор Кузбасского ботанического сада

## Образование
аспирантура
- 02.00.04 — Физическая химия
- 05.06.01 — Науки о Земле
- 25.00.22 — Геотехнология
- 06.06.01 — Биологические науки
- 03.02.08 — Экология
- 18.06.01 — Химическая технология
- 05.17.07 — Химическая технология топлива и высокоэнергетических веществ
- 46.06.01 — Исторические науки и археология